# Os epipúbic

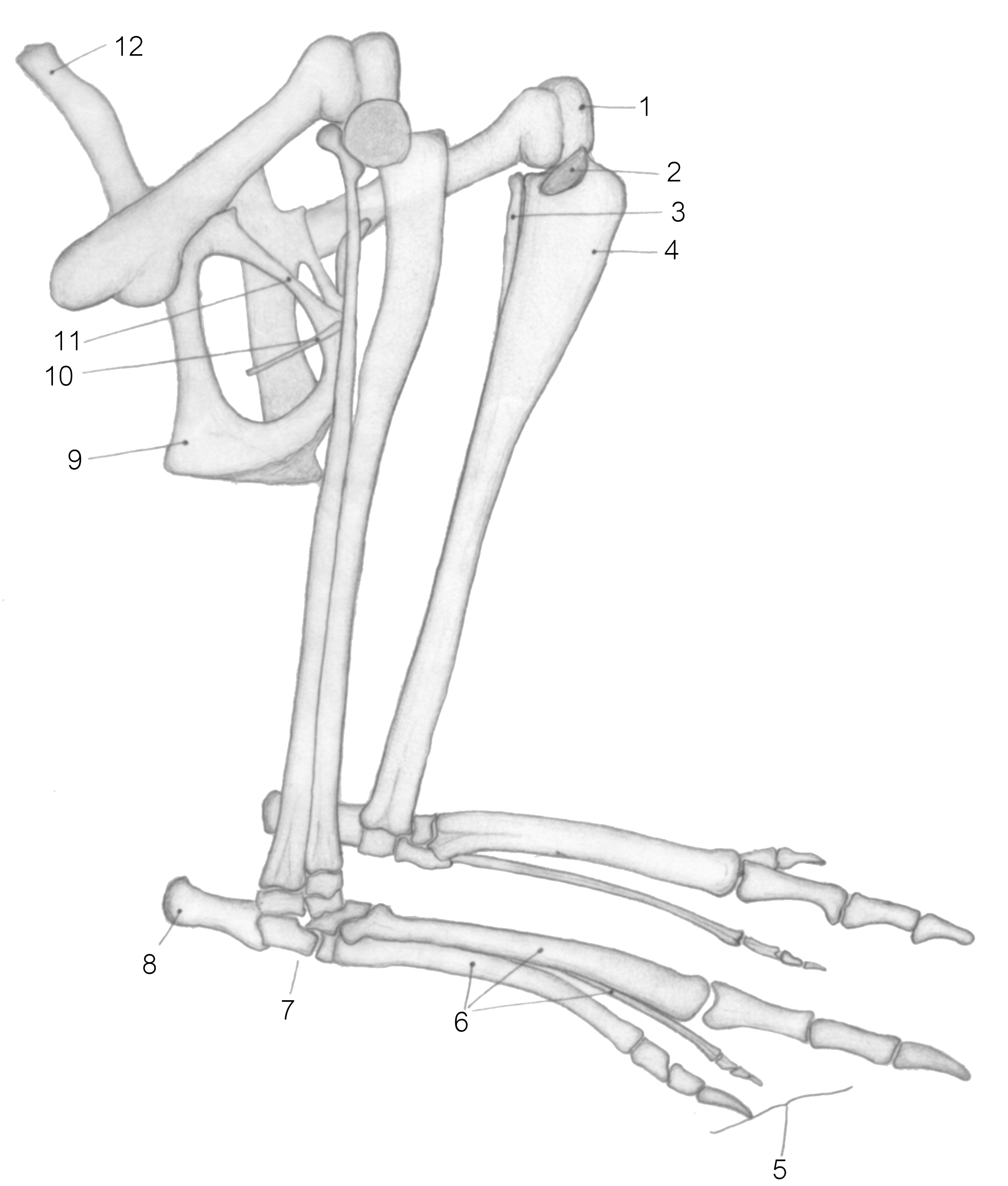
Ossos de les potes del darrere d'un cangur gris de l'Est. Els ossos epipúbics porten el nombre 10

Els ossos epipúbics són un parell d'ossos que es projecten cap endavant des de la pelvis en el cas dels marsupials moderns i en alguns mamífers fòssils : multituberculats, monotremes i fins euterians basals (els avantpassats dels mamífers placentaris).
En els marsupials moderns els ossos epipubic són sovint anomenats "ossos marsupials" perquè donen suport a la bossa de la mare (marsupi en llatí significa "bossa"), però la seva presència en altres grups de mamífers indica que aquest no era la seva funció original, la qual alguns investigadors pensen que era ajudar a la locomoció mitjançant el suport a alguns dels músculs que flexionen la cuixa.
Els ossos epipúbics van ser descrits l'any 1698 però la seva funció va romandre inexplicada.